# Ilya Kabakov
 (mai 2018).
Si vous disposez d'ouvrages ou d'articles de référence ou si vous connaissez des sites web de qualité traitant du thème abordé ici, merci de compléter l'article en donnant les références utiles à sa vérifiabilité et en les liant à la section « Notes et références ».
 (mai 2023).
Ilya Iossifovitch Kabakov (en russe : Илья Иосифович Кабаков), né le 30 septembre 1933 à Dniepropetrovsk (RSS d'Ukraine) et mort le 27 mai 2023 à Long Island (États-Unis), est un artiste conceptuel soviétique puis américain.
Il a travaillé pendant trente ans à Moscou, des années 1950 jusqu'à la fin des années 1980. Il a été classé par ARTnews comme un des « dix plus grands artistes vivants » en 2000.  À l'exception de ses peintures, toutes œuvres depuis 1997 sont effectuées en commun avec son épouse Emilia Kabakov, après une collaboration entamée en 1988,.
Tout au long de ses quarante années de carrière, Kabakov a produit un grand nombre de peintures, de dessins, d'installations, et de textes théoriques. Ces dernières années, il a créé des installations qui évoquent la culture de l'Union soviétique, bien que ce thème n'ait jamais été le seul intérêt de son travail. À la différence d'artistes soviétiques dissidents, Kabakov se rapproche de l'Union des artistes soviétiques, en 1959, et en devient membre en 1965. C'est une position prestigieuse en URSS et cela lui apporte des avantages matériels substantiels. Kabakov illustre tous les ans, pendant 3-6 mois, des livres pour enfants et passe le reste de son temps sur ses propres projets.
En utilisant des biographies fictives, très inspirées par ses propres expériences, Kabakov essaye d'expliquer la naissance et la mort de l'Union soviétique, pour lui la première société moderne à disparaître. Dans l'Union soviétique, Kabakov découvre des éléments communs à chaque société moderne, et examine la différence entre capitalisme et communisme. Plutôt que dépeindre l'Union soviétique comme un projet socialiste battu par les économies occidentales, Kabakov le décrit comme projet utopique parmi beaucoup d'autres, capitalisme inclus. En étudiant les récits et les perspectives historiques, Kabakov délivre comme message que chaque projet, public ou privé, important ou insignifiant, a la possibilité d'échouer en raison du potentiel autoritaire du pouvoir.

## Biographie
Ilya Kabakov est né le 30 septembre, 1933 à Dniepropetrovsk (république socialiste soviétique d'Ukraine). Sa mère, née Bertha Solodoukhina, et son père sont juifs. Son père parlait seulement le yiddish et sa mère lisait seulement l'hébreu. Le père d'Ilya, Joseph Kabakov, décrit comme autoritaire, est mort pendant la seconde guerre mondiale.

### Éducation
En 1951, à l'âge de 18 ans, Kabakov entre à l’Institut Sourikov de Moscou pour étudier les arts graphiques. Cette école d'art était considérée comme la plus prestigieuse d'Union soviétique. Il obtient son diplôme en 1957.

### Carrière
En 1959, Kabakov devient « membre-candidat » de l'union des artistes soviétiques (il en devient un membre à part entière en 1965). Ce statut lui donne un atelier, du travail en tant qu'illustrateur et un salaire relativement correct. Il rappelle qu'il était « riche » par rapport à la plupart des Soviétiques. En 1962, il partage un studio avec l'artiste non officiel estonien Ulo Sooster qu'il influencera.

#### «Fonctionnaire» contre «dissidents»
En Union soviétique, les artistes dissidents ne pouvaient ni acheter des matériaux, ni exposer en public. Cependant, Kabakov, illustrateur et artiste officiel, peut exposer son travail « privé » dans son atelier. Entre 1953 et 1955, il commence à faire ses premiers travaux personnels, « dessins pour moi-même ». L'expression « dessins pour moi-même » peut être à la fois le titre des travaux et une explication. Aucun de ces projets n'a dépassé le stade des croquis. Ils étaient souvent semblables dans la forme à ses illustrations de livre et ils ne les titraient pas. Dans toute sa carrière la tension entre travail officiel et officieux hantera Kabakov.

#### Influence de Falk
Certains de ces dessins ont survécu et seront inclus dans les travaux graphiques ultérieurs, par exemple les albums de Kabakov des années 1970. Sa rencontre avec l'artiste Robert Falk, moderniste pré-Révolutionnaire qui a travaillé dans un style appelé le « Cézannisme-Cubisme » a constitué un tournant. Falk était bien connu hors de l'Union soviétique, mais depuis les années 1930 il lui était interdit de travailler « professionnellement ». Falk ne s'est jamais soumis aux autorités et a continué à travailler dans son propre style jusqu'à sa mort en 1958. Bien que le style de Falk ait été loin d'être considéré comme d'avant-garde à l'Ouest, Kabakov et ses pairs étaient peu familiers avec les travaux des premiers artistes soviétiques d'avant-garde comme Malevich et Tatline puisque leurs travaux n'ont jamais été exposés ou discutés. La visite, en secret, à l'atelier et aux œuvres de Falk a dû libérer Kabakov en lui montrant qu'un artiste pouvait travailler indépendamment.

### Années 1960

#### Fin du «dégel»
En 1962, une exposition de l'union des artistes de Moscou fut l'occasion d'attaque de Nikita Khrouchtchev contre l'art moderne. L'incident marque la fin de l'ère de dégel qui avait commencé en 1956. La même année, Kabakov produit plusieurs séries de « dessins absurdes ». Ceux-ci ont par la suite été édités, en 1969, dans un magazine de Prague. Par le passé, Kabakov avait déjà eu le goût de provoquer publiquement le régime soviétique. En 1965, un membre du parti communiste italien a exposé un certain nombre de travaux d'artistes d'URSS à L'Aquila en Italie. Le but de cette exposition était de montrer que l'Union soviétique avait une diversité culturelle plus grande que ce que pouvait connaître d'elle l'Ouest et même les Soviétiques. Kabakov a prêté des dessins intitulés Série des douches.

#### Série des douches
Dans la série de 1965, un homme est représenté sous une douche, mais sans eau. Pour Kabakov, c'est une simple métaphore universelle au sujet de l'individu qui attend toujours quelque chose, mais ne reçoit jamais rien. Au lieu de ça, les Italiens et les critiques du communisme ont interprété ce travail comme une critique de la culture soviétique et de son manque de récompense matérielle. La mauvaise publicité que reçut Kabakov à la suite de cette exposition, l'a empêché d'obtenir du travail en tant qu'illustrateur pendant quatre ans, le forçant à travailler sous un pseudonyme. L'utilisation d'un alter ego deviendra fréquent dans le travail officieux de Kabakov.

#### Groupe du boulevard de Sretensky
Un groupe d'artistes qui vivaient sur le boulevard de Sretensky sont regroupés par leurs idées semblables dans les années 1960. Les principaux artistes connus sont Kabakov, Eduard Steinberg, Erik Boulatov, Viktor Pivavarov et Vladimir Yankilevsky, le groupe a également compris Oleg Vassiliev, Ulo Sooster et d'autres avec la même préoccupation. Les ateliers des artistes furent également utilisés comme des lieux de rendez-vous pour montrer et échanger des idées à propos de l'art non officiel. La majorité des artistes qui ont fait partie du groupe du boulevard de Stretensky travaillaient officiellement comme illustrateurs de livre et graphistes. Il y avait un fort contraste entre un groupe appelé les artistes de Lianozovo, un groupe informel autour d'Oscar Rabin, qui étaient principalement des peintres abstraits. Ce groupe en particulier a été souvent harcelé et dans certains cas ils furent emprisonnés ou exilés. Il est évident que Kabakov et ses associés ont été conformistes par stratégie de survie, une tactique qui a commencé à l'école d'art. Kabakov signale qu'à l'école et dans toute sa carrière il a fait tout ce que l'on attendait de lui et a accepté, en surface, la réalité soviétique.

#### Série russe

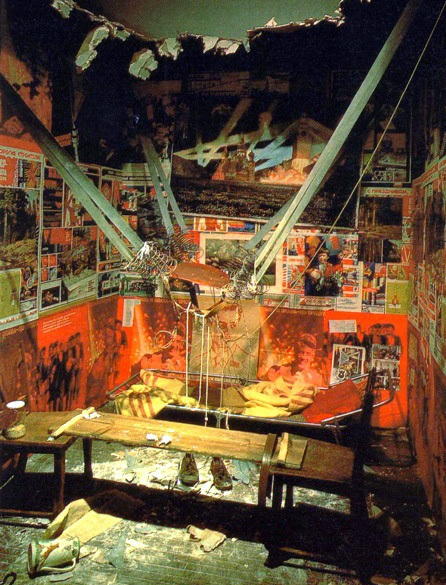
The Man Who Flew into Space from His Apartment (1986).

C'était dans l'atelier sur le boulevard de Stretensky que le travail officieux de Kabakov a pris un nouveau tour. Avant son travail était composé de dessins relativement modestes - dimensions 8 × 11 pouces environ. Il a commencé à créer des travaux considérablement plus grands. La série russe, 1969, se compose de trois peintures. Toutes ont pour dimensions 49 × 77 pouces et sont couvertes de brun arénacé. Dans chacun, il y a des détails minutieux et des objets en surface ou cachés sous la couleur arénacée. Les détails interrompent le regard fixe du spectateur, qui serait autrement écrasé par la couleur brun-émail. Les séries russes sont un prototype pour les travaux postérieurs de Kabakov parce que ces peintures sont accompagnées de texte.
Dans chacun des trois travaux de la série russe, les détails sont situés dans les coins ou loin du centre. L'intégrité « de la couleur arénacée, celle du sol » est laissée intacte, interrompue d'une façon discrète presque réservée ou de manière erronée. Pourtant la dominance du centre occupe le spectateur, renvoyant son regard fixe au milieu et loin des anomalies des couleurs. Kabakov répétera cette stratégie en 1983-1988 avec une deuxième série Trois peintures vertes. Dans cette série, plutôt que dépeindre les objets, il a placé des textes sur les coins gauches et droits supérieurs de ce qui est autrement un champ de peinture vert émail.
Kabakov a dit que les couleurs étaient les caractères principaux de la série Russe et de Trois peintures vertes. La couleur arénacée brune du sol de la première série était la peinture employée dans l'Union soviétique pendant les années 1950 et les années 1960 pour peindre tout, des toits aux vestibules, mais le plus souvent les planchers. Kabakov précise que la couleur de l'État est rouge, mais la couleur du pays est gris, en raison de son « existence monotone ». Kabakov assigne à ces couleurs une signification métaphysique sur la terre et la nature en tant que commandées et représentées par l'État soviétique. Il suggère alors cela si vous mélangeant ces deux couleurs vous finissez vers le haut avec la couleur arénacée brune de sol, qui renvoie aux planchers et à la terre qui soutiennent les pieds du peuple de l'Union soviétique. Le vert de la deuxième série est un émail qui était employé pour peindre la partie inférieure des murs jusqu'à un mètre de haut afin de les protéger contre la saleté et les éraillures. Pour Kabakov, ces couleurs évoquent des sentiments de désespoir inévitable. L'idéologie politique est absente et seulement les couleurs impersonnelles existent pour dominer les dispositifs mineurs, que sont les textes et les objets.

#### La mouche
Tout au long des années 1960, le travail de Kabakov est devenu plus expérimental et moins régulier. Certains de ses thèmes les plus connus commencent à se développer dans cette décennie. Par exemple, La Mouche reine de 1965 est un travail petit et très singulier, une composition décorative et semi-géométrique couvre une base et une armature de contreplaqué. Toutefois la mouche, le seul élément séparé de la peinture, est aussi l'élément principal, qui se reproduit dans tout l'œuvre de Kabakov.
Le thème de la mouche est si important qu'il est demeuré dans le travail de Kabakov. L'installation à Cologne, la vie des mouches (1992), se compose de plusieurs halls dans lesquels l'économie, la politique, la culture, et la civilisation entière, de l'Union soviétique, sont associées aux mouches. Cette société est si ennuyeuse que même les mouches meurent. Dans toute l'œuvre de Kabakov les mouches représentent deux thèmes apparemment différents : les vies humaines et les ordures.

#### Années 1970
Dans les années 1970, plusieurs facteurs ont conduit Kabakov  à devenir plus conceptuel. Le premier fut l'adoption par l'intelligentsia soviétique de la théorie structuraliste française, qui a permis le décalage de l'art de son contexte. Après, peut-être en partie à cause de l'influence du structuralisme, l'intelligentsia a commencé à remettre en cause l'attitude d'ami-ou-ennemi envers l'idéologie soviétique. Les artistes et intellectuels dissidents ont commencé être vu par les structuralistes russes comme maintenant l'abîme dans la société entre les « patates » des sociétés industrielles de l'Est et de l'Ouest. Dans les années 1970, plutôt qu'être anti-Soviétique et pro-Occidental, beaucoup d'artistes ont pris une position neutre qui leur permettait de remettre en cause et d'analyser l'espace perçu entre les idéologies.

#### Les conceptuels  de Moscou
Pour Kabakov, ces développements ont conduit ses amis et collègues à constituer un groupe qui est devenu célèbre en tant que « Conceptualistes de Moscou », et qui s'est développé hors du groupe du boulevard de Stretensky. Il est difficile déterminer exactement qui était membre du groupe, car la limite est floue, il comprenait les Sots artistes et des actions collectives du groupe, et toutes les deux étaient influentes dans la construction de l'art russe conceptuel.

#### Albums et Dix personnages
Avant de créer les installations pour lesquelles Kabakov est connu dans le monde entier, Kabakov a créé des albums fictifs. Il en a créé un total de cinquante. Chaque album est l'histoire d'un caractère qui peut souvent surmonter la banalité de l'existence journalière, ou, « d'un petit homme, possédé par de grandes idées. » Les dix premiers albums sont des séries appelées Dix personnages (10 characters, en anglais) (1972-75). Dans l'histoire des Dix caractères, un homme essaie d'écrire son autobiographie et se rend compte que rien ne lui est jamais arrivé, et que la majeure partie de sa vie est faite d'impressions sur des personnes, des endroits, et des objets. Ainsi il crée dix caractères différents pour expliquer sa perception du monde.
Chaque histoire a un texte avec une illustration, démontrant que le travail officiel de Kabakov en tant qu'illustrateur de livre est une présence forte dans son travail « officieux ». Dans un des albums de Dix personnages, appelé Le Vol des moustiques, des citoyens soviétiques prennent les ailes de petits modèles d'avions, certains sont tirés par des cordes comme des skieurs nautiques dans le ciel. Les illustrations dépeignent également, dans un dessin de mode, les citadins se tenant la main et formant de grands cercles tout en flottant dans le ciel. Les dessins sont pleins de fantaisie et pourront facilement être utilisés dans un livre pour enfants, en Union soviétique, mais aussi à l'Ouest. L'explication écrite, cependant, suggère une signification plus profonde et peut-être plus cynique.
Kabakov déclare que ses albums sont un genre à part, entre plusieurs sortes d'art, la littérature, les arts graphiques, et le cinéma. « Plus que tout », il suggère que « les albums » sont une sorte de théâtre domestique de… comme l'ancien théâtre présenté sur la place de ville au grand jour. Il compare ses albums au théâtre où le spectateur est pris par l'action et l'obscurité, qui ne lui permettent pas l'examen et l'évaluation de l'action. L'intérêt de donner au spectateur la liberté d'agir et d'interpréter l'œuvre est central chez Kabakov. Aucun de ses travaux n'est didactique ou tente de donner un message politique.

### Années 1980

#### Émigration à l'Ouest
À la différence de beaucoup d'artistes soviétiques qui ont émigré à l'Ouest vers la fin des années 1970 et du début des années 1980, Kabakov est resté en URSS jusqu'en 1987. Son premier voyage à l'ouest fut Graz, Autriche quand le Kunstverein lui a donné une résidence d'artiste. Entre 1988 et 1992, Kabakov n'a pas eu de résidence permanente, pourtant il est resté à l'Ouest, travaillant et vivant brièvement dans chaque pays. Par rapport à beaucoup d'artistes soviétiques émigrés, Kabakov a immédiatement réussi. Entre 1988 et 1989, il a eu des expositions à New York, Berne, Venise, et Paris. En 1988, Kabakov a commencé à travailler avec sa cousine Emilia Kanevsky, qui deviendra son épouse en 1992. Il la rejoint à New York, où elle s'était installée.

### Années 2000

#### Zoom sur Monumenta 2014
Pour la sixième édition de Monumenta au Grand-Palais, Ilya et Emilia Kabakov ont investi les 13 500 m2 de la Nef du Grand Palais. «  Nous n’avons pas été impressionnés par la taille du projet car nous avons l’habitude de réaliser des créations de grandes dimensions, mais nous avions peur de la lumière changeante de la verrière. C’est pourquoi nous avons fermé les différents espaces. Cela permet également de créer un contraste. Le visiteur sort de la réalité de Paris pour rentrer dans celle de l’artiste. » explique Emilia Kabakov.
Les Kabakov jouent sur la grandeur des formes, la taille exceptionnelle du monument et sur le gigantisme des idées. Invités à Paris, la ville même où, avec le pavillon soviétique de l’Exposition de 1925, Rodchenko et Melnikov ont mis en scène  l’utopie la plus pure, Ilya et Emilia Kabakov souhaitent rendre compte de ces grandes visions du progrès, de la science et de l’élévation de l’homme, qui ont pu mener au bord de la catastrophe.
Ils nous invitent à découvrir L'étrange cité. Cette cité idéale est accessible par un labyrinthe encerclé par une double enceinte abritant cinq pavillons. Elle se veut une parabole sur les cinq âges de la vie. Les cinq édifices sont affublés de noms mystérieux : Le musée vide, Manas, Le Centre de l'énergie cosmique, Comment rencontrer un ange ?, Les Portes. Dans chaque construction, le visiteur se retrouve dans un mini-musée, édifié de façon circulaire, avec une pièce centrale, des toiles et des maquettes sur les pourtours. Ces cinq bâtiments relatent cinq récits différents de la quête d'un au-delà réaliste, d'une utopie possible ici-bas, d'un rêve humain touchant à l'universel à l'aide de différents éléments : peintures, dessins et maquettes. L'enjeu est d'immerger les visiteurs dans un univers au-delà de la vie ordinaire, dans la métaphysique et le sacré.
La présence de la double enceinte est une métaphore intéressante. Cette forteresse rappelle nos propres murs que nous construisons pour nous protéger de l'environnement extérieur et en nous calfeutrant dans nos appartements. Cette double enceinte pouvant être franchie, elle symbolise plutôt le souhait de se protéger que d'une protection réellement efficace.
Cette exposition est destinée à perdre le visiteur qui ne sait plus par où débuter ou dans quel édifice il est allé. « Comme nous venons d’un régime totalitaire, l’URSS, nous voulions imposer une route au visiteur, précise Emilia Kabakov. Finalement, nous avons préféré lui donner la liberté de choisir. Reste à savoir si ce choix est une illusion ou une réalité. » Cet espace labyrinthique est destiné à stopper les visiteurs dans leur rythme effréné, à les inviter à faire une pause, à ne pas parler, à ne pas prendre des photos ou même à se prendre en photo mais à regarder. C'est une incitation pour tous les visiteurs à une véritable introspection, à réfléchir à leur existence, à leur passé et à leur futur.
Monumenta 2014 a été réalisé grâce au mécénat notamment de Leonid Mikhelson, troisième fortune de Russie, à la tête de Novatek, société de production de gaz naturel en Russie.
Pour entrer dans l'exposition, le visiteur doit d'abord longer un grand mur. Il débouche alors sur une coupole en verre inversée, scintillante grâce à plus d'un millier de tubes fluorescents, faisant l'effet d'un vitrail lumineux dans une cathédrale. La lumière change lentement au rythme de la musique. Ce dôme d'acier de 24 tonnes et de plus de 13 mètres de diamètre renvoie à la verrière dentelée du Grand Palais. Cette coupole de forme Art Nouveau est positionnée à l'oblique, à 60 degrés. Cette inclinaison est celle des pyramides d'Égypte. Cette structure immense était une commande initialement par le directeur d'opéra  Gérard Mortier comme décor pour l'opéra Saint-François d'Assise, d'Olivier Messiaen au Festival de la Ruhr, en Allemagne, en 2003, puis à Madrid. Cette coupole ressemble à un immense radar cosmique que l'on aperçoit après avoir contourné l'enceinte de la « ville ». Avant de pénétrer dans la cité elle-même, sorte de médina d'une blancheur céleste, il faut passer à côté d’une arche blanche, évoquant une ruine, et entrer dans la forteresse.

#### Le Musée vide
La salle de musée est classique. Le visiteur est invité à s'asseoir. Dans la pénombre et sur des murs brun-rouge bordés de dorure sans tableaux, des tâches ovales de lumière sont projetées. Le musée devient le lieu de la dématérialisation. L'enjeu de l'artiste est de faire entrer le visiteur dans un espace différent, étonnant, en travaillant sur l'absence d'éclairage et sur la musique qui emplit l'espace. Le visiteur s'interroge sur ce qui est visible, ce qui ne l'est pas et à faire preuve d'introspection. La faible luminosité permet au visiteur d'avoir une certaine forme de concentration. « Je pense que la lumière doit être aussi un moyen d'éveiller les souvenirs du spectateur, de susciter en lui toutes les associations possibles » précise Ilya. La couleur des murs est aussi une forme de langage. La seule vue de ces murs suffit à  mettre dans l'ambiance.
Une bande sonore laisse filtrer les notes de la Passacaille pour orgue de Bach. La musique a toujours eu une place essentielle depuis les années 1990 que ce soit avec Wagon rouge en 1991 ou C'est ici que nous vivons, installation au Centre Pompidou en 1995. Pour Ilya, « la musique sert principalement à plonger le spectateur dans un univers sonore extrêmement émotionnel et nostalgique pour éveiller en lui toutes les associations possibles (. . .) et aussi parfois pour provoquer des contradictions avec les images visuelles. »

#### Manas
Dans l’espace « Manas » se trouvent les maquettes de deux villes identiques, l’une terrestre, l’autre spirituelle. Le bâtiment fait allusion à une ville utopique du Tibet, Manas. « Elle a la particularité d'être sur Terre et d'avoir son double dans le ciel. » Entourée de montagnes, chacune s’élève sur les bords du cratère d’un volcan et semble sortie d’un rêve. Cet édifice est  construit comme un cratère éteint qui magnétise les esprits du monde.

#### Le Centre de l'énergie cosmique
Du sommet des huit montagnes qui la surplombent, des savants essaient de capter les signaux du  cosmos en utilisant des paraboles gigantesques. Construit sur des fouilles archéologiques, cette structure est présentée sous forme de maquettes. Elle fait allusion à la théorie développée par Vladimir Vernadsky. Elle est censée être source de créativité artistique en communiquant avec la noosphère, sphère de la pensée humaine venant s'ajouter à la géosphère et à la biosphère.

#### Comment rencontrer un ange?
Cet édifice présente de manière réaliste les différentes possibilités données pour rencontrer un ange. Humour et poésie colorent les solutions envisagées par le couple Kabakov. L'une des méthodes consiste à se fabriquer une paire d'ailes, à porter quelques minutes par jour, pendant deux ou trois semaines. Au centre, une sculpture de deux mètres de haut représente un homme tout en haut d’une immense échelle. Mais l’homme a beau s’élever, tendre les bras vers un personnage ailé tandis qu'un corset à ailes suggère une chance d'élévation, il ne parvient pas à joindre les créatures célestes. Cette œuvre est destinée à faire réfléchir aux échecs de toutes les utopies pour créer d'autres possibilités de vivre ensemble. La référence biblique à l'échelle de Jacob et à la capacité des hommes à croire en leur destin et à l'intervention divine est explicite.
L'ange est une figure récurrente dans les œuvres antérieures : La maison aux personnages en 2009 installée place Amélie Raba-Léon à Bordeaux, L'utopie et la réalité ? avec les peintures d'  El Lissitzky, au Multimedia Art Museum à Moscou en 2013. L'ange est associé à la liberté de mouvement et de pensée. Il permet de se libérer du joug de l'appareil soviétique. Comme le souligne Robert Storr, critique américain, « Les gens et les choses dans l'univers de Kabakov ne peuvent aller nulle part sinon vers le haut. Les lévitations obéissent aussi à une loi esthétique de la gravitation particulière à l'art russe : les anges, les paysans et les pures formes géométriques, comme les disques suprématistes de Malevitch, volent très fréquemment avec la plus grande aisance. Le citoyen Komarov s'élève au-dessus des toits de la ville comme les rabbins de Chagall flottent au-dessus des shtetl. » Dans le catalogue des illusions, où l’on voit l’être humain s’acharner avec compétence et détermination à des projets plus ou moins utopiques, cette œuvre des Kabakov montre l’homme dans sa recherche incessante à s’élever.

#### Les Portails
Dans ce bâtiment, douze tableaux présentent chacun une immense porte peinte à divers moments de la journée, s'effaçant dans la lumière ou l'obscurité. Ces portes sont immergées dans de magnifiques amas de couleurs, parfois à peine visibles. Posées au milieu de nulle part, elles semblent ne mener à rien ou à symboliser un retour voire un départ vers un ailleurs. Le bâtiment des « Portails » fait écho à l'idée de franchissement, de la fin de vie mais aussi de la mémoire des disparus. Ces portes évoquent des rites de passage à accomplir dans l'existence.
À l'extérieur de l'enceinte circulaire, se dressent deux autres constructions dans le prolongement de la nef du Grand Palais.

#### Les Chapelles
Dans la chapelle blanche, les murs sont entièrement couverts de 76 toiles alternant avec de grandes surfaces blanches et lumineuses laissant laissant la place à l'imaginaire. Ces fragments d'images, comme des souvenirs, ressemblent à un kaléidoscope tendant vers la disparition. Les tableaux font écho à l'imagerie déployée par l'idéologie russe. Ce sont des images de bonheur voulue par le régime peintes à la manière du réalisme socialiste et de façon académique. Lorsqu'Ilya  peint « à la manière » de l'art officiel et des peintres du réalisme socialisme, il déploie alors toute l'ambiguïté, la dérision et le paradoxe dont il aime faire preuve. L'emploi de tons pastels bleu, vert, rose et mauve renforcent le caractère idéaliste  et délicatement subtil de ces œuvres.
Dans « La chapelle sombre », six gigantesques tableaux peints en s'inspirant des références baroques des XVIe et XVIIe siècles et des souvenirs personnels sur fond noir sont suspendus dans le vide, sans haut ni bas, permettant au visiteur de s'immerger dans la peinture. C'est la première fois que l'artiste crée des toiles aussi grandes et s'éloigne de tous ces pastiches qu'il avait l'habitude de réaliser autour de la peinture réaliste socialiste ou de l'avant-garde russe. On est plus dans la lignée de la Chapelle Rothko de Houston, expérience mystique où le visiteur fait corps avec le tableau.
Chaque chapelle montre des éléments de la vie des artistes au milieu de la grande Histoire. L'individuel se dissous dans l'universel, le mystique dans l'humain, le rêve dans la réalité.

#### Thématique de Monumenta 2014
L'exposition Monumenta est la plus grande œuvre jamais réalisée par les deux artistes. Cinq ans de travaux ont été nécessaires. Elle n'est pas une rétrospective sur leurs œuvres mais une rétrospective de leurs idées et de leur conscience. Les  thèmes clés de leur œuvre, l'utopie, la solitude, la décélération, l'espace (au sens de l'au-delà), le passé sont mis en scène. Comme Kabakov est aussi l’un des artistes les plus cinématographiques de son époque, un Tarkovski de l’art contemporain, il pratique un art de l’immersion. Son but est de nous perdre pour nous offrir de nous découvrir, de nous retrouver.
Selon Emilia, avec cette exposition « Nous voulions permettre à autrui de réfléchir sur sa vie, son âme, ses buts, la société qu'il désire, l'écarter du quotidien, du monde des loisirs pour le forcer à penser ». « Cette fois nous voudrions construire plus qu'une installation, nous souhaitons réaliser quelque chose de différent : ériger L'étrange cité, c'est insister sur l'expérience plutôt que sur la forme du projet, en vous demandant de ralentir votre course dans la vie réelle, et de faire appel à vos émotions, vos sens, vos souvenirs. Nous vous invitons à venir au Grand Palais pour entrer dans L'étrange cité, un espace onirique issu de l'imaginaire collectif, à penser et à réfléchir sur l'art, la culture, la vie quotidienne, notre présent et notre futur. Ce que je souhaite, c'est que le visiteur soit pris comme dans un labyrinthe, qu'il aille et vienne, qu'il s'arrête, qu'il prenne le temps de la contemplation et de la réflexion. » « Chacun trouvera quelque chose qui résonnera en lui. Ilya et moi ne sommes pas religieux, mais nous croyons à la possibilité d’un 'miracle' au coin de la rue. » Dans l'univers des Kabakov, les musées servent aussi de temples qui ouvrent les portes d’un univers à la fois sensuel et conceptuel, poétique et politique, réaliste et spirituel.
Les Kabakov souhaite créer un espace sacré de l'art. Le défi pour les deux artistes est d'échapper selon eux à « la civilisation Facebook » : « Les gens prennent les photos des tableaux au lieu de les regarder. Leur réalité n'est plus réelle. ». Pour les Kabakov, le musée est un espace sacré, une « église de l'art ». S'y prendre en photo aboutit pour les deux artistes à une réelle désacralisation. «  Tout va tellement vite que nous avons oublié le sens de la vie, estime Emilia Kabakov. Nous avons trop tendance à être dans une réalité virtuelle. Ici, nous invitons les gens à réfléchir sur la vie. Mais à chacun de tirer ses propres conclusions.  »
Leur installation est une réflexion sur le monde et une aspiration à un univers spirituel dont il ne donne aucune solution mais en suggère plusieurs : la religion, la science, le retour sur soi-même ou le musée lieu du sacré. C'est la condition humaine et le sens de la vie qu'ils prennent pour cibles de leur inextinguible besoin de spiritualité. Le rôle de l'artiste consiste pour le couple à proposer des métaphores qui donneront lieu à plusieurs lectures sollicitant simultanément la vue et l'ouïe, la mémoire et l'imaginaire. Le visiteur entre dans cette ville — « étrange plutôt qu’utopique », précise Emilia Kabakov, pour qui « le mot utopie est galvaudé ». 
La sensation éprouvée est d’entrer dans une dimension supérieure.

#### Le concept d'installation immersive
Le philosophe allemand, Peter Sloterdijk, les considère comme les inventeurs du concept d'installation immersive. Le but est de captiver le visiteur par l'installation. En Russie, il est de tradition dans une discussion de vouloir tout le temps retenir l'attention de l'interlocuteur car au cours de cet échange, tout le monde parle et personne n'écoute. Les rapports avec les parents en Russie créent aussi ce désir de constamment susciter l'attention. En effet, les parents souvent ne répondent pas à la demande d'attention de leur enfant prétextant un manque de temps. Ce déficit d'amour durant l'enfance entraîne donc ce désir attentionnel. Dans les pays occidentaux, le public est indifférent à ce type de pratique artistique. L'interprétation des œuvres est d'autant plus difficile quand le public n'a pas connaissance du contexte.« Je me vois forcé d'incorporer l'espace environnant dans l'installation. Cela conduit à ce que j'appelle une installation totale. » précise Ilya.
Artistes nomades, le couple Kabakov intervient dans le monde entier. Ils ont créé près d'une centaine d'installations, dont We Were in Kyoto, en 1997, avec Emilia.
Cette idée d'installation totale est née de ce souhait de captiver l'attention non pas avec un seul objet ou un seul tableau mais avec un ensemble. Cet espace clos va permettre la création d'une ambiance singulière. Les couleurs des murs, la localisation des objets contribuent à la dramaturgie. Cette somme d'objets va influer sur le public. La portée d'une installation n'est pas d'informer mais de s'adresser à la mémoire individuelle. La culture européenne est une base commune qui a construit notre mentalité. Mais l'expérience soviétique avec son cortège de peurs, de pauvreté, d'ennui et de découragement est aussi essentielle. Plusieurs niveaux de compréhension peuvent donc être déduits de cette installation : celui de la mémoire intérieure et celui de la vision comme source d'information.
Robert Storr les envisage comme des « arpenteurs méticuleux des espaces mentaux soviétiques ». Il les considère comme des « témoins désabusés mais non aigris de l'échec d'une utopie ».

### Évaluation
Après avoir éprouvé une oppression beaucoup plus grande que celle généralement connue à l'Ouest, les tentatives d'Ilya Kabakov de pousser le spectateur à reconnaître en lui certains aspects de sa personnalité qui se prêtent à l'autoritarisme, mais également, et en particulier à l'imagination, caractéristiques qui pourraient les libérer d'une oppression précédemment acceptée. Les installations de Kabakov sont des documents et rappels d'un projet et d'une société socialistes ayant échoué. Ses œuvres servent d'histoires et de biographies fictives démontrant les caractéristiques communes à chaque humain. Plus récemment, dans l'univers de l'art occidental et dans un monde de plus en plus occidentalisé, complètement en rupture avec l'Union soviétique, il a continué à s'élever vers l'universel et s'est attaqué aux discours de référence, mais toujours universel, et aux concepts.

## Publications
- Kabakov, Ilya. 5 Albums, Helsinki : The Museum of Contemporary Art and the National Museum of Contemporary Art, Oslo. Helsinki : ARTPRINT, 1994.   (ISBN 951-47-8835-4)
- Kabakov, Ilya. The Communal Kitchen, Paris :  musée Maillol, 1994.
- Kabakov, Ilya.  10 Characters, New York : Ronald Feldman Fine Arts, 1988.
- Osaka, Eriko ed., Ilya Kabakov. Life and Creativity of Charles Rosenthal (1898-1933), Contemporary Art Center: Art Tower Mito, Japon, 1999, 2 volumes.
- Kabakov, Ilya. Ilya Kabakov on Ulo Sooster's Paintings: Subjective Notes, Tallinn : Kirjastus "Kunst", 1996.
- Kabakov, Ilya et Vladimir Tarasov.  Red Pavillion, Venice Biennale, Venise : Biennale de Venise, 1993.
- Kabakov, Ilya.  Life of Flies, Cologne : Edition Cantz, 1992.
- Kabakov et. al. Ilya Kabakov: Public Projects or the Spirit of a Place, Milan : Charta, 2001,  (ISBN 88-8158-302-X).

#### Notices d'autorité et dictionnaires
- (en) Site officiel
- Ressources relatives aux beaux-arts :   - Bénézit
  - British Museum
  - Delarge
  - Galerie nationale de Finlande
  - Grove Art Online
  - Information Center for Israeli Art
  - Kunstindeks Danmark
  - Musée national centre d'art Reina Sofía
  - Musée national du Victoria
  - Museum of Modern Art
  - National Gallery of Art
  - Österreichische Galerie Belvedere
  - RKDartists
  - Tate
  - Union List of Artist Names
- Ressources relatives à l'audiovisuel :   - Filmportal
  - IMDb
- Ressource relative au spectacle :   - Archives suisses des arts de la scène
- Notices dans des dictionnaires ou encyclopédies généralistes :   - Britannica
  - Brockhaus
  - Den Store Danske Encyklopædi
  - Deutsche Biographie
  - Enciclopédia Itaú Cultural
  - Gran Enciclopèdia Catalana
  - Hrvatska Enciklopedija
  - Internetowa encyklopedia PWN
  - Nationalencyklopedin
  - Munzinger
  - Store norske leksikon
  - Treccani
  - Visuotinė lietuvių enciklopedija
- Notices d'autorité :   - VIAF
  - ISNI
  - BnF (données)
  - IdRef
  - LCCN
  - GND
  - Italie
  - Japon
  - CiNii
  - Espagne
  - Belgique
  - Pays-Bas
  - Pologne
  - Israël
  - NUKAT
  - Suède
  - Australie
  - Tchéquie

#### Autres
- « Monumenta 2014 : Ilya et Emilia Kabakov », sur grandpalais.fr.
- Ministère de la Culture, Monumenta 2014 : Ilya et Emilia Kabakov au Grand Palais.
- Centre Pompidou, L'exposition C'est ici que nous vivons.
- Olga Medvedkova, « Ilya Kabakov rejoint le Futur », sur desk-russie.eu, 10 juin 2023.
- Emilia Kabakov, sur le Delarge.